# Penne-d'Agenais
Penne-d'Agenais es una localidad  y comuna francesa, situada en el departamento de Lot y Garona en la región de Aquitania. A sus habitantes se les conoce por el gentilicio Pennois.
La población es una importante bastida  de origen medieval.

## Demografía
| 2001 | 2099 | 1957 | 2167 | 2394 | 2330 |
| Para los censos de 1962 a 1999 la población legal corresponde a la población sin duplicidades (Fuente: INSEE [Consultar]) |      |      |      |      |      |

(Población sans doubles comptes según la metodología del INSEE).

## Personalidades
- Paul Froment, (1875-1898), poeta occitano.
- Paul Guth, escritor francés enterrado en el cementerio de Sainte-Foy-de-Penne